# Carlos Hernández Espinoza
Carlos Alonso Hernández Espinoza (San José, 29 de agosto de 1989) es un futbolista costarricense.

## Trayectoria
Inició su carrera en la Segunda División de Costa Rica con el equipo de Puriscal. En el 2006 se vincularía al Alto Rendimiento del Club Sport Herediano, para posteriormente hacer su debut oficial en el Invierno 2007. Se proclama campeón del Verano 2012 y del Verano 2013, donde además ha obtenido los subcampeonatos del Invierno 2010, Invierno 2011, Invierno 2012 e Invierno 2013.
En junio de 2016 se hace oficial su traspaso al Aragua Fútbol Club de la Primera División de Venezuela, poco antes del inicio del Torneo Clausura 2016.
El 9 de julio realiza su debut con el equipo «Aurirrojo» en la jornada n.º 2 del Torneo Clausura 2016 frente al Caracas FC, jugando como titular por 73 minutos y anotando el primero de los dos goles que le permitieron al Aragua FC llevarse los 3 puntos. Hernández además del gol estuvo participativo en el juego, teniendo así un gran debut en el fútbol venezolano.
A niveles de selecciones nacionales disputó la Copa Mundial de Fútbol Sub-20 de 2009.

## Clubes
| Club                | País       | Año       |
| ------------------- | ---------- | --------- |
| C.S Herediano       | Costa Rica | 2007-2014 |
| Santos de Guápiles  | Costa Rica | 2014      |
| C.S Cartaginés      | Costa Rica | 2014-2015 |
| Belén FC            | Costa Rica | 2015      |
| Uruguay de Coronado | Costa Rica | 2015-2016 |
| Aragua F.C          | Venezuela  | 2016      |
| Municipal Liberia   | Costa Rica | 2017      |
| UCR Fútbol Club     | Costa Rica | 2017-2018 |
| Sporting F.C        | Costa Rica | 2018      |
| Municipal Grecia    | Costa Rica | 2019      |
| C.S Cartaginés      | Costa Rica | 2020-2021 |

## Palmarés

### Títulos nacionales
| Título                         | Club          | País       | Año  |
| ------------------------------ | ------------- | ---------- | ---- |
| Primera División de Costa Rica | C.S Herediano | Costa Rica | 2012 |
| Primera División de Costa Rica | C.S Herediano | Costa Rica | 2013 |

## Participaciones en Copas del Mundo
| Mundial                     | Sede   | Resultado   |
| --------------------------- | ------ | ----------- |
| Copa Mundial Sub-20 de 2009 | Egipto | Semifinales |